# 28-я горнострелковая дивизия
Начальник штаба с апреля 1936 - по 1937 г полковник Вейсов  Мамед Керимович
28-я горнострелковая дивизия (1-го формирования) (сокращённо 28 гсд) — воинское соединение СССР, принимавшее участие в Великой Отечественной войне.
Боевой период — 22 июня 1941 — 19 сентября 1941 года.

## История
Сформирована 17 сентября 1918 года из войск Правобережной Группы 2-й армии под наименованием 2-й Сводной сд, 8 декабря 1918 года переименована в 28-ю стрелковую дивизию, позднее переформирована в 28-ю горнострелковую дивизию, 19 сентября 1941 переформирована снова в 28-ю стрелковую дивизию. В мае 1921 года в дивизию влиты части расформированной 32-й стрелковой дивизии, формирования декабря 1918 года.
В феврале-марте 1932 года дивизия подавляла восстание в Чечне. Начальником штаба дивизии в это время был Николай Ватутин.
На 22 июня 1941 года 28-я горнострелковая дивизия дислоцировалась в районе Сочи.
12 июля дивизия, прибыв в район Киева, была в соответствии с приказом командующего Юго-Западным фронтом Кирпоноса включена в состав 27-го стрелкового корпуса и начала сосредотачиваться у Страхолесья. В её задачу входило подготовить и оборонять рубеж Россоха — Приборск.
Получив 13 июля приказ о наступлении, 28 гсд вместе с 171 сд к 12.00 15 июля вышла на линию железной дороги Киев — Коростень на участке ст. Тетерев — Микуличи. На следующий день её главные силы прошли Гутыще в 20 км северо-восточнее Радомышля. 17 июля, не встречая сопротивления, она миновала рубеж Комаровка — Табурище, но уже 19 числа завязала упорные бои на южной опушке леса у сёл Раевка и Боровка.
20 июля дивизия вела бой с немцами, имея на фронте расположенный севернее Раковичей лес, Кол. Будище и Зелёный Клин. 24 июля она, отражая атаки противника, приостановила начавшийся отход и к 16.00 заняла рубеж х. Гутыще — Забуянье. 26 числа 27-й стрелковый корпус был атакован танками и пехотой с направления х. Гутыще — Кодра в стык между 87 сд и 28 гсд, в результате чего дивизия оставила Тростянку.
31 июля дивизия производила оборонительные работы на рубеже Мигалки — Рудниченко — лес южнее Дружни — железнодорожный мост у Бородянки. В результате артиллерийского и миномётного огня за день она потеряла 7 человек начсостава и 340 рядовых. 1 августа дивизия вела бой в районе Рака и Мигалки.
В августе 28 гсд продолжала вести бои на подступах к Киеву. 25 августа она заняла полевые укрепления Киевского укрепрайона вдоль реки Ирпень от её устья и до села Белогородка, войдя в непосредственное подчинение штабу 37-й армии. 25 — 26 августа подразделения 28-й гсд совместно с гарнизонами ДОТ КиУР успешно отразили попытку противника форсировать реку Ирпень силами 44-й пехотной дивизии близ сёл Демидов и Гута-Межигорская.
Во время второго штурма КиУР, начавшегося 16 сентября 1941 года, 28 гсд занимала прежний рубеж и имела боевой контакт с противником начиная с 18 сентября, когда 296-я и 71-я пехотные дивизии немцев начали активные действия на данном участке. Днём 18 сентября войска 37-й армии по приказу командования начинают отход из Киева. 19 сентября 1941 года дивизия была переименована в 28-ю стрелковую дивизию (28 сд).
В середине сентября немцы замкнули кольцо вокруг Киева, образовав киевский котёл. В ходе дальнейших боевых действий 28 сд была уничтожена. Её официальное расформирование произошло в декабре 1941 года.
Командир дивизии с группой бойцов и командиров сумел выбраться из окружения.

## Состав
| Как 28-я горнострелковая дивизия                      | Как 28-я стрелковая дивизия                           |
| ----------------------------------------------------- | ----------------------------------------------------- |
| 88-й горнострелковый полк                             | 88-й стрелковый полк                                  |
| 144-й горнострелковый полк                            | 144-й стрелковый полк                                 |
| 235-й горнострелковый полк                            | 235-й стрелковый полк                                 |
| 393-й горнострелковый полк                            | 393-й стрелковый полк                                 |
| 112-й артиллерийский полк                             | 112-й артиллерийский полк                             |
| 382-й гаубичный артиллерийский полк                   | -                                                     |
| 90-й отдельный истребительно-противотанковый дивизион | 90-й отдельный истребительно-противотанковый дивизион |
| 173-й отдельный зенитный артиллерийский дивизион      | 173-й отдельный зенитный артиллерийский дивизион      |
| 76-я зенитная пулемётная рота                         | 76-я зенитная пулемётная рота                         |
| 72-й кавалерийский эскадрон                           | 72-й кавалерийский эскадрон                           |
| 67-й сапёрный батальон                                | 67-й сапёрный батальон                                |
| 119-й отдельный батальон связи                        | 119-й отдельный батальон связи                        |
| 134-й медико-санитарный батальон                      | 134-й медико-санитарный батальон                      |
| 143-я автотранспортная рота                           | 143-я автотранспортная рота                           |
| 209-й полевой хлебозавод                              |                                                       |
| 198-я полевая почтовая станция                        |                                                       |
| 39-я (224-я) полевая касса Госбанка                   | 39-я (224-я) полевая касса Госбанка                   |

## Подчинение
| На дату    | Фронт (округ)      | Армия      | Корпус (группа)        |
| ---------- | ------------------ | ---------- | ---------------------- |
| 22.06.1941 | СКВО               | -          | -                      |
| 01.07.1941 | Юго-Западный фронт | -          | -                      |
| 10.07.1941 | Юго-Западный фронт | -          | 27-й стрелковый корпус |
| 01.08.1941 | Юго-Западный фронт | -          | 27-й стрелковый корпус |
| 01.09.1941 | Юго-Западный фронт | 37-я армия | -                      |

## Командиры
- Милюнас, Иосиф Антонович (12.32—1938), комбриг, арестован в феврале 1938 г.
- Бартенев, Иван Яковлевич, врид (апрель — август 1938 г.), подполковник.
- Косякин, Виктор Васильевич (20.02.1939 — 20.06.1940), комдив, с 4.06.1940 генерал-майор
- Новик, Константин Игнатьевич (21.06.1940 — 19.09.1941), генерал-майор.

## Начальники штаба
- Ватутин, Николай Федорович  хх.11.1931 - хх.02.1936